# 黃城
黃城（约1919年—？），臺灣新北市新莊區人，毛衣製造商、慈善家，在家鄉捐地建立黃城公園、與捐錢設立圖書館。

## 生平
黃城原住於新莊中港厝，家中排名第二，三歲時當地遭遇嚴重水患，遂全家隨父親黃愚遷居到泰林路。他新莊國校第廿七屆畢業後，於廿一歲結婚。家族在中港與原臺1丁線泰林路上約有十二甲土地，但後因耕種搶水源而械鬥，他們又搬回中港厝。

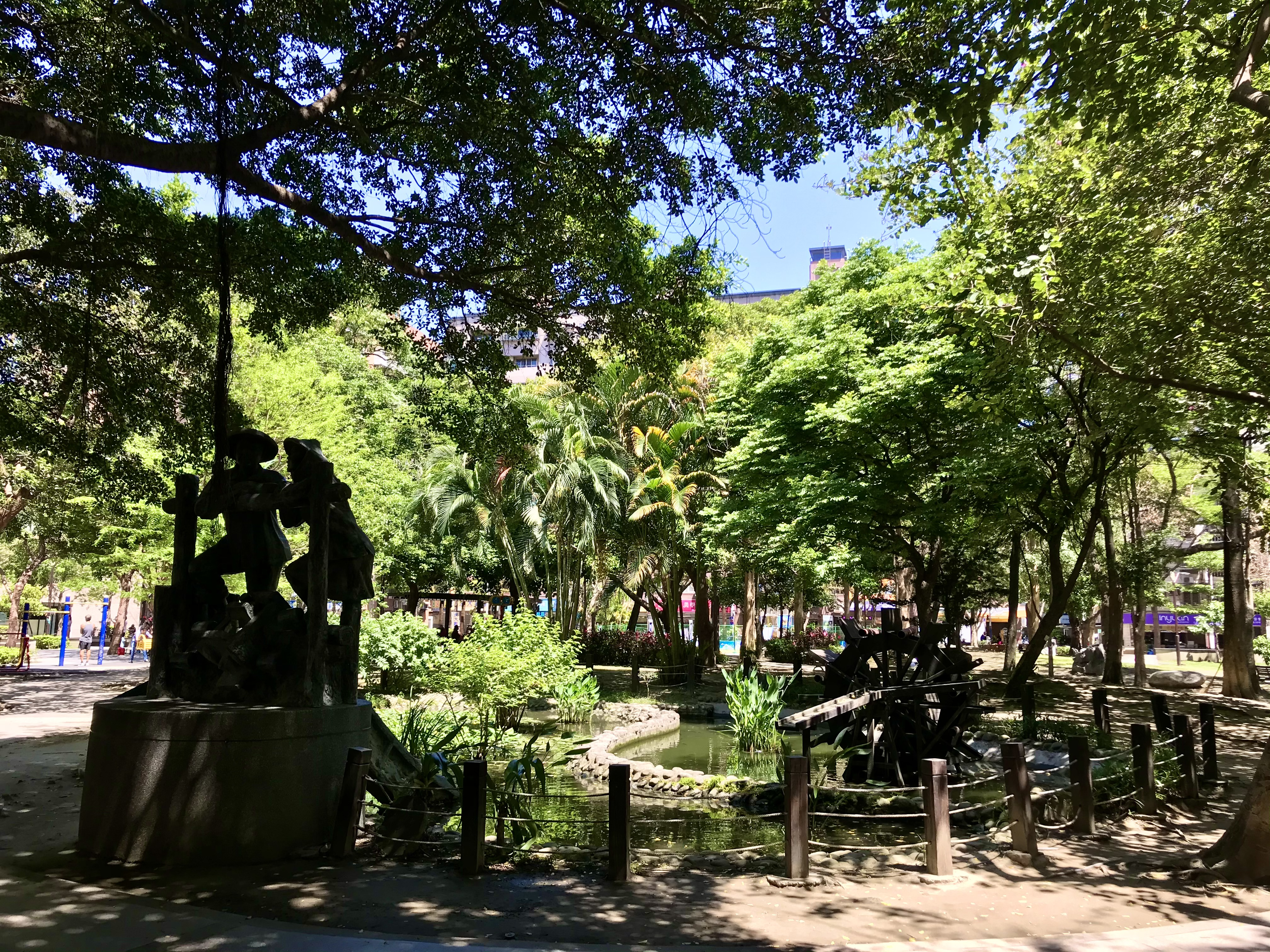
黃城公園

戰後初期，黃城從事耕田，每日清晨就辛勞地推著三輪車，將菜運到台北市中央市場販售，收入雖然不多，但省吃儉用，生活漸漸改善，至1970年代年間率兒子黃文吉、陳勉夫婦改行織毛衣，產品不祇內銷，還外銷各國。事業有成後，黃城依然在菜園種菜，吃不完的蔬菜，就會帶到新莊地藏庵，半送半賣，傳道結緣。新莊人眼中，黃城經常騎著腳踏車到公所洽事，是鄰里中非常熱心的人士。
黃城也配合市公所徵收位於中榮街的公園用地，捐出新台幣四千二百萬元作興建，及八百萬元的樹木栽種經費，受到市公所為特將公園取名「黃城公園」、公園內活動中心取名「黃愚紀念文藝中心」作感謝。對於捐大筆錢的動機，黃城直說是大兒子黃文吉、兒媳陳免，想要讓祖父、父親在地方留名，因此贊同。平日，黃城會在活動中心二樓負責婚姻聯誼社，為卅五歲以上未婚男女牽姻緣。
1995年2月8日上午9時30分，黃愚紀念文藝中心與圖書館，正式舉行啟用典禮，主結構是圓型的玻璃帷幕建築，並有戶外表演場地。當天市長蔡家福致詞說，活動中心對面的榮富國小也是地方人士周榮富過去捐建的，地方人士如此熱心公益，令他感謝不已。黃城也因捐建圖書館，獲得教育部頒發的三等教育文化獎章，親獲教育部長、行政院長表揚。
1996年，黃城兒子黃文吉為感懷祖父、父母，在公園內豎立祖父黃愚的「播種」、及雙親的「同心灌溉」銅像以流傳世人。之後，黃城捐出捐出一千五百冊書籍，幫助市府成立兒童圖書館。2000年10月1日黃愚活動中心兒童圖書館啟用時，是繼新泰、光華漫畫館後，新莊第三個專屬兒童的圖書館。

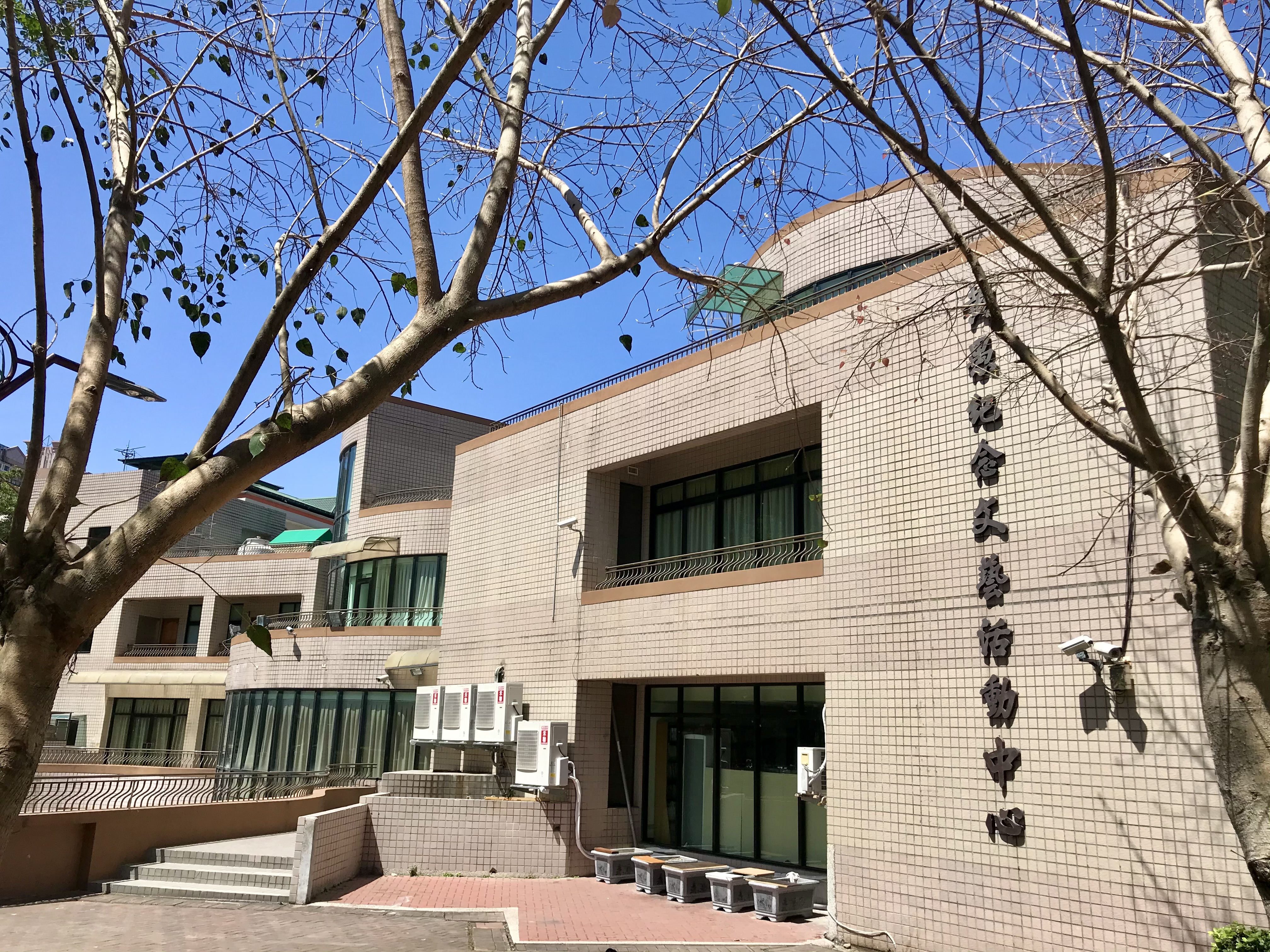
黃愚紀念文藝活動中心

黃城篤信天理教，在新莊市創立天理教慈蕙佈教所，發揮愛心幫人。2000年，已八十二歲的他還捐二百萬給天理教嘉義東門教會蓋神殿，落成當天，包遊覽車免費接送信徒往返嘉義。